# Expo 1971
L'Expo 1971 (ufficialmente (FR)  Exposition Mondiale de la Chasse, (EN)  World Exhibition Hunting, Esposizione Mondiale della caccia) è stata un'esposizione specializzata svoltasi a Budapest  Ungheria dal 27 agosto al 3 ottobre.

## Sito
L'esposizione venne organizzata presso la fiera dell'agricoltura e dell'industria alimentare della capitale ungherese.

## Tema
L'esposizione del 1971 ebbe come tema la caccia e come obiettivo la dimostrazione della sua influenza sull'uomo moderno, oltre che il contribuire alla conoscenza della Natura e l'attirare l'attenzione sulla protezione dei valori culturali concernenti la caccia. Inoltre volle presentare i frutti della caccia e la cultura venatoria nei vari Paesi espositori, e quanto essa avesse peso nell'economia dei diversi continenti.